# Contreténor
 (février 2022).
Si vous disposez d'ouvrages ou d'articles de référence ou si vous connaissez des sites web de qualité traitant du thème abordé ici, merci de compléter l'article en donnant les références utiles à sa vérifiabilité et en les liant à la section « Notes et références ».
Dans la musique occidentale et, plus précisément, la musique classique, un contre-ténor (ou contreténor) est le type de voix masculine utilisant principalement sa voix de fausset (ou voix de tête), et dont la tessiture peut correspondre à celle d'un soprano (on parle alors de sopraniste), à celle d'un alto ou à celle d'un contralto.
Le contre-ténor, appelé aussi falsettiste, est à différencier du haute-contre qui est un ténor utilisant sa voix de tête pour les aigus ou sur-aigus.

## Répertoire
Le contre-ténor a connu ses heures de gloire au cours de la Renaissance et pendant la période baroque, notamment en Espagne, en Angleterre ou en Allemagne, où ils étaient utilisés dans la musique sacrée. En Italie on n'a que très peu fait usage des contre-ténors dans l'opéra et, dans la musique sacrée également, ils furent complètement remplacés par les castrats au moins depuis la fin du XVIIe siècle. En France, c'est le règne de la haute-contre. À partir de la période classique, la technique vocale falsettiste des contre-ténors n'a pratiquement plus été utilisée à l'exception des chœurs des cathédrales anglicanes et du genre musical profane anglais du glee. On doit à Jean-Jacques Rousseau la disparition de ces voix en France si l'on se réfère à son dictionnaire de la musique.[réf. nécessaire]
Ce n'est qu'au milieu du XXe siècle que les contre-ténors ont été remis à l'honneur, à l'occasion de la redécouverte du répertoire de la « musique ancienne » (c'est-à-dire la musique antérieure à la période classique). On leur fait alors chanter les rôles d'altos masculins dans les cantates de Bach, puis par extension, les rôles de castrats de l'opéra séria.
Il existe, par ailleurs, un répertoire plus contemporain pour contre-ténors, notamment dans Le Songe d'une nuit d'été (1960) et Death in Venice (1973) de Benjamin Britten, Le Grand Macabre (1978) de György Ligeti, Akhnaten (1983) de Philip Glass ou The Tempest (2004) de Peter Tahourdin ; Péter Eötvös dans son opéra Trois Sœurs (1998, d'après Les Trois Sœurs de Tchekhov) confie les rôles des trois sœurs ainsi que de leur belle-sœur Natacha à quatre contreténors (deux contraltistes, deux sopranistes).

## Origine du terme
Dans la polyphonie médiévale (et notamment dans le motet), on appelait contreteneur (lat. contratenor) la ou les voix disposées contre la teneur (tenor).
Lorsque l'ambitus de ces voix rajoutées cessa de se confondre avec celui du ténor, on les distingua par les termes de :
- « contratenor bassus » (« contre la teneur, en bas »), vite abrégé en bassus (mais donnant aussi  basse-contre) ;
- « contratenor altus » (« contre la teneur, en haut »), abrégé ou traduit en contratenor, contra, altus (it. alto), contralto et haute-contre.

La plupart de ces termes ont pris depuis des sens spécifiques.
L'acception du terme de contreténor pour désigner une voix très aiguë provient plutôt de l'anglais countertenor. À la Renaissance, en France, la partie de contreténor désignait une ligne de chant qui sonnait contre celle de la ligne de ténor. Elle avait alors une tessiture assez comparable à la ligne de ténor. Peu à peu la ligne de contreténor s'est scindée en deux lignes de tessitures distinctes : la ligne de contreténor haute et la ligne de contreténor basse, qui ont donné les lignes de contralto et de basse.
En français, la voix de contreténor peut être aussi appelée alto masculin ou falsettiste alto. Mais l’usage critique et musicologique actuel tend à faire de contreténor et de falsettiste des termes synonymes, si bien que la tessiture du contreténor peut s’étendre du registre de contralto à celui de soprano voire de soprano léger (comme chez Francesco Divito, Michael Maniaci ou André Vásáry).

## Airs célèbres pour contreténor
- O Solitude de Henry Purcell
- Music for a While de Henry Purcell
- A Chlorys de Reynaldo Hahn
- Ombra mai fu de Georg Friedrich Haendel
- Lascia ch'io pianga de Georg Friedrich Haendel
- Chiamo il mio ben così de Christoph Willibald Gluck
- Che farò senza Euridice de Christoph Willibald Gluck
- Vedrò con mio diletto de Antonio Vivaldi
- Cessate, omai cessate de Antonio Vivaldi
- Artaserse, un opéra par Leonardo Vinci, qui comporte un grand nombre de rôles pour contreténors

## Quelques contreténors célèbres
Fabrice Di Falco (1971)
Pour une liste plus exhaustive, voir la page catégorie:contreténor.
- Alfred Deller (1912-1979)[1]
- Russell Oberlin (1928-2016)
- James Bowman (1941-2023)
- Paul Esswood (1942-)
- Klaus Nomi (1944-1983)
- Henri Ledroit (1946-1988)
- René Jacobs (1946-)
- Wim Mertens (1953-)
- Jochen Kowalski (en) (1954-)
- Michael Chance (1955-)
- Dominique Visse (1955-)
- Gérard Lesne (1956-)
- Derek Lee Ragin (1958-)
- Paulin Bündgen (1977-)
- Marco Lazzara (1962-)
- Brian Asawa (1966-2016)
- David Daniels (1966-)
- Andreas Scholl (1967-)
- Bejun Mehta (1968-)
- Daniel Taylor (1969-)
- Lawrence Zazzo (en) (1970-)
- Luc Arbogast  (1975-)
- Max Emanuel Cenčić (1976-)
- Xavier Sabata (1976-)
- Philippe Jaroussky (1978-)
- Iestyn Davies (en) (1979-)
- Christophe Dumaux (1979-)
- Florin Cezar Ouatu (1980-)
- Franco Fagioli (1981-)
- David Hansen (1981-)
- Valer Barna-Sabadus (1986-)
- Jakub Józef Orliński (1990-)
- Chris Colfer (1990-)
- Kangmin Justin Kim (1988-)
- Kellin Quinn Bostwick (1986-)
- Paul Texel, contreténor néerlandais